# Monanthes icterica
Monanthes icterica ist eine Pflanzenart aus der Gattung Monanthes in der Familie der Dickblattgewächse (Crassulaceae). Das Artepitheton icterica stammt aus dem Lateinischen, bedeutet ‚gelblich wie an einer Gelbsucht leidend‘ und verweist auf die gelblich grüne Farbe der Pflanze.

## Beschreibung

### Vegetative Merkmale
Monanthes icterica ist eine zwergige, kahle, einfache oder mehr oder weniger waagerecht verzweigte einjährige, krautige Pflanze, die Wuchshöhen von 2 bis 6 Zentimeter erreicht. Die wechselständig angeordneten, elliptischen oder verkehrt eiförmigen Laubblätter stehen mehr oder weniger nahe der Triebspitzen gehäuft. Ihre Blattspreite ist 5 bis 9 Millimeter lang und 2 bis 4 Millimeter breit. Die Blattspitze ist gerundet. Ihre Oberfläche ist kahl oder leicht papillös. 

### Blütenstände und Blüten
Der endständige Blütenstand ist regelmäßig verzweigt. Die sechs- bis siebenzähligen Blüten stehen am drüsig-haarigen Blütenstielen von 2 bis 5 Millimetern Länge und erreichen einen Durchmesser von 3 bis 4 Millimeter. Ihre schmal länglichen und spitzenwärts gelegentlich etwas verbreiterten Kronblätter sind 1,9 bis 2,6 Millimeter lang und 0,6 bis 0,9 Millimeter breit. Sie sind spitz oder dornenspitzig. Die Nektarschüppchen besitzen eine Länge von 0,9 bis 1,4 Millimetern und sind 1,1 bis 1,6 Millimeter breit. Ihre Spreite ist zweilappig, gestutzt, ausgefranst und deutlich genagelt.

## Verbreitung und Systematik
Monanthes icterica ist im Westen von Teneriffa und im Osten von La Gomera in Höhenlagen von 100 bis 900 Metern verbreitet.
Die Erstbeschreibung als Petrophyes icterica durch Carl August Bolle wurde 1859 veröffentlicht. Konrad Hermann Heinrich Christ stellte die Art 1888 in die Gattung Monanthes. Ein Synonym ist Aichryson mollii Pit. (1909).

## Nachweise